# Association monégasque des activités financières
L'Association monégasque des activités financières, abrégé AMAF et anciennement Association monégasque des banques, est un syndicat patronal monégasque dans le domaine de la finance. Il intègre en son sein l'Association monégasque pour la finance durable (AMFiD).

## Histoire
L'Association monégasque des banques participe notamment à la Commission d'Assistance aux entreprises en difficulté (COMED), instituée par l'ordonnance souveraine du 20 février 1996. Elle est renommée Association monégasque des activités financières (AMAF) par arrêté ministériel du 16 avril 2007.
Présente au forum « Monaco Finance Durable » en 2022, l'AFAM lance une iniative conjointe avec Jean Castellini. Cela débouche sur la création de l'Association monégasque pour la finance durable (AMFiD), fin 2022, au sein de l'AMAF, qui marque une étape importante pour renforcer la place de la finance durable en Principauté,. Cette nouvelle structure apporte à l'Amaf un cadre d'expertise et d'échange dédié aux enjeux environnementaux, sociaux et de gouvernance (ESG). Elle permet de structurer les initiatives en matière de finance responsable, d'organiser des formations pour les acteurs du secteur, et de promouvoir une plus grande transparence face à la prolifération des labels ESG. AMFiD devient ainsi un levier de crédibilité et d'attractivité pour la place financière monégasque, en lien avec les standards internationaux.